# 白耳狨
白耳狨（Callithrix (Callithrix) aurita）是生活在巴西東南部森林內的一種新世界猴。牠們是所有狨屬中，分佈得最南的物種。

## 特徵
白耳狨的外觀像普通狨，但體型較大。牠們的毛皮呈灰黑色，體長18-30公分，尾長17-40公分，體重230-450g，尾有寬的黑帶及窄的蒼帶相間，耳有白毛叢，喉、頭及頰黑。

## 棲息
白耳狨棲息在海拔500米的海岸森林中，巴西東北部的乾燥森林區。牠們是日間活動及棲息在樹上的。牠們以小群生活，一群約有2-8個成員。

## 食性
雜食性的白耳狨猴更偏向肉食性,牠們不會吃樹汁，所以吻非常短。他們主要是以昆蟲,小型節肢動物,樹蛙,小爬蟲,鳥蛋,雛鳥等為食,也會攝取水果,枝葉,花朵,花蜜,種子等植物性食物

## 繁殖
對於白耳狨的繁殖所知甚少。牠們的妊娠期約為170日，每年可以懷孕兩次，每胎一般都誕下兩隻幼狨，也有三隻的情形。